# Hadriana
Hadriana, Hadrianna – żeński odpowiednik imienia Hadrian.
Hadriana imieniny obchodzi 8 lipca i 26 sierpnia.